# Rikuto Hirose
Rikuto Hirose (広瀬 陸斗 Hirose Rikuto?), född 23 september 1995 i Saitama prefektur, är en japansk fotbollsspelare.
Hirose började sin karriär 2014 i Mito HollyHock. 2015 flyttade han till Tokushima Vortis. Han spelade 97 ligamatcher för klubben. 2019 flyttade han till Yokohama F. Marinos.